# Johann Tschopp
Johann Tschopp (ur. 1 lipca 1982 w Sierre) – szwajcarski kolarz szosowy, zawodnik profesjonalnej grupy IAM Cycling. 
Jego największym dotychczasowym sukcesem jest etapowe zwycięstwo w Giro d'Italia. 

## Najważniejsze osiągnięcia
- 2005
  - 2. miejsce w Österreich-Rundfahrt
- 2009
  - 1. miejsce na 4. etapie La Tropicale Amissa Bongo
  - 5. miejsce w Tour de Langkawi
- 2010
  - 1. miejsce na 20. etapie Giro d'Italia
- 2011
  - 15. miejsce w Giro d'Italia
- 2012
  - 1. miejsce w Tour of Utah
    - 1. miejsce na 5. etapie

  - 3. miejsce w Paris–Corrèze
  - 12. miejsce w Giro d'Italia
- 2013
  -  1. miejsce w klasyfikacji górskiej Paryż-Nicea
- 2014
  -  1. miejsce w klasyfikacji górskiej Tour de Romandie